# Museo del Mar (Mar del Plata)

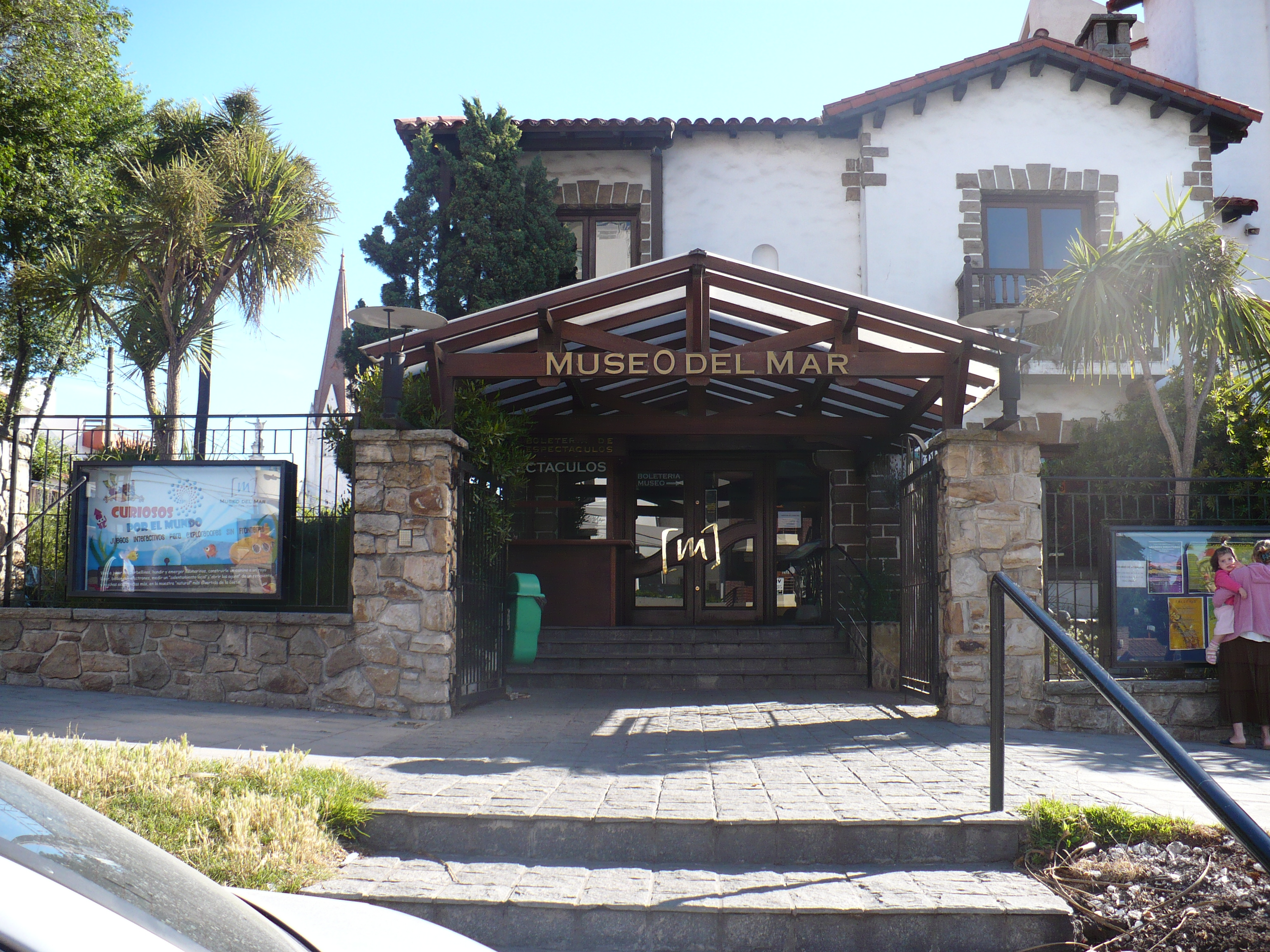

El Museo del Mar fue un museo de la ciudad de Mar del Plata, Argentina ubicado en la Av. Colón 1114 que funcionó hasta 2012. Fue propiedad de los sucesores del señor Benjamín Sisterna, un coleccionista que por más de sesenta años se dedicó a estudiar y recolectar caracoles.

## Historia
El museo, inaugurado el 22 de septiembre de 2000, contaba con una colección de 30.000 especímenes de caracoles. Originalmente el museo surgió a partir de la idea de brindar una obra dedicada al avance del conocimiento del océano, posibilitando el material necesario a personas de toda las edades. El museo no solo estaba destinado solamente a la exposición de caracoles marinos, sino que podía encontrarse además acuarios de diferentes tamaños, una sala de arte contemporáneo con exposiciones, una sala de conferencias y auditorio de usos múltiples, una biblioteca especializada, el Sea Shop Aurantium, con artesanías marinas de todo el mundo, y un café temático, Gloria Maris, cuyo nombre corresponde a la denominación científica de una de las piezas del museo preferida por su fundador. Debido a problemas económicos el museo cerró sus puertas definitivamente el 24 de septiembre de 2012.

## Exposiciones
El museo se dividía en varios niveles: 

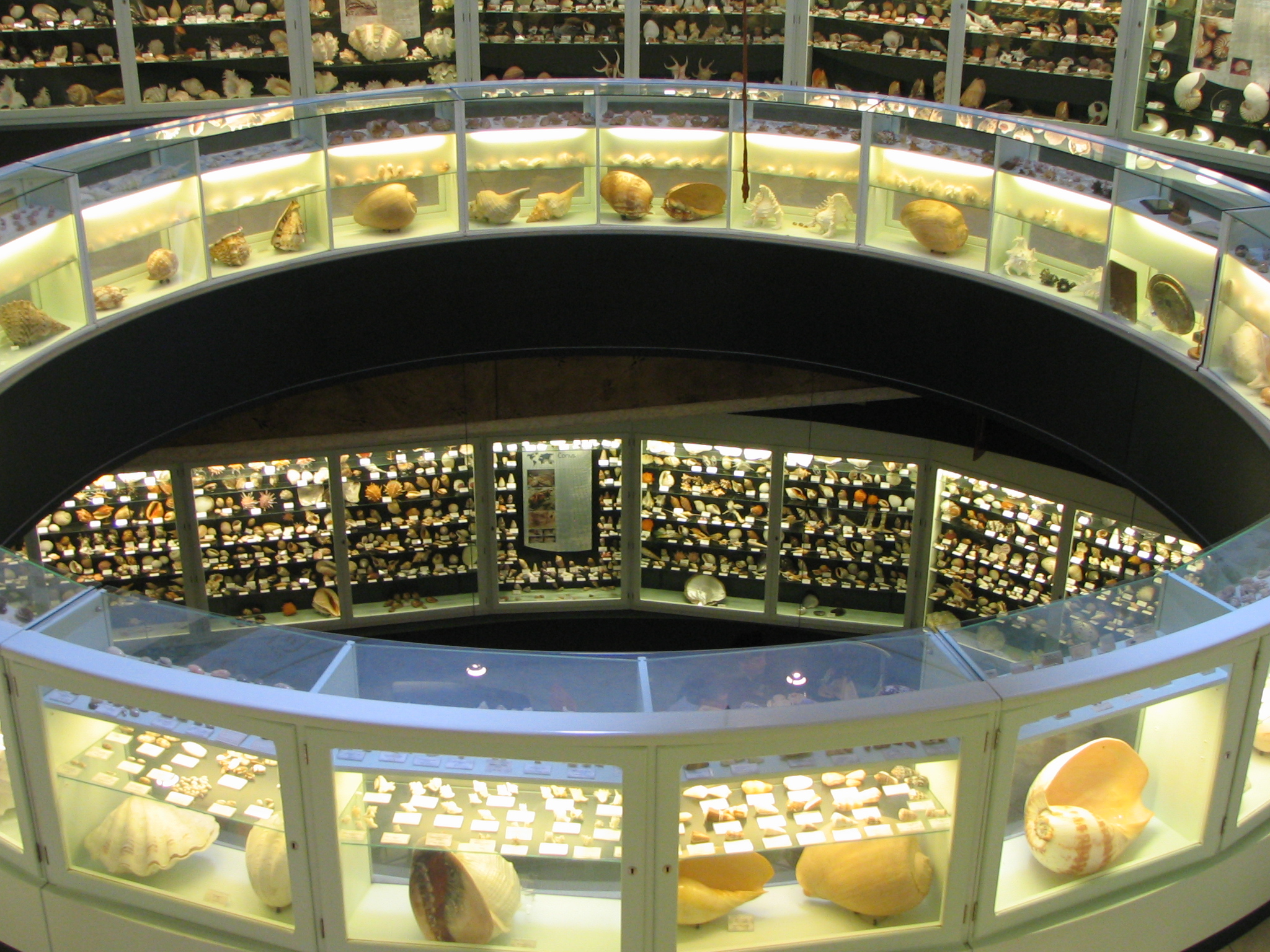
Museo del mar, Mar del Plata, Argentina.

### El nivel del nácar
A su vez dividido en dos partes:
- La parte histórica del edificio en donde se organizan exposiciones de arte contemporáneo y muestras culturales.
- El sector nuevo se encuentra la mayoría de la colección de caracoles ordenada en varias vitrinas. El museo cuenta con una colección de 30000 caracoles marinos de diferentes procedencia, forma, tamaño, etc.[2] Hay caracoles microscópicos, otros muy frágiles y delgados procedente de una variedad de lugares del mundo como las costas de Oceanía y el océano Índico, África y Asia producto de numerosos viajes alrededor del mundo del señor Sisterna.[3]

## Galería de imágenes

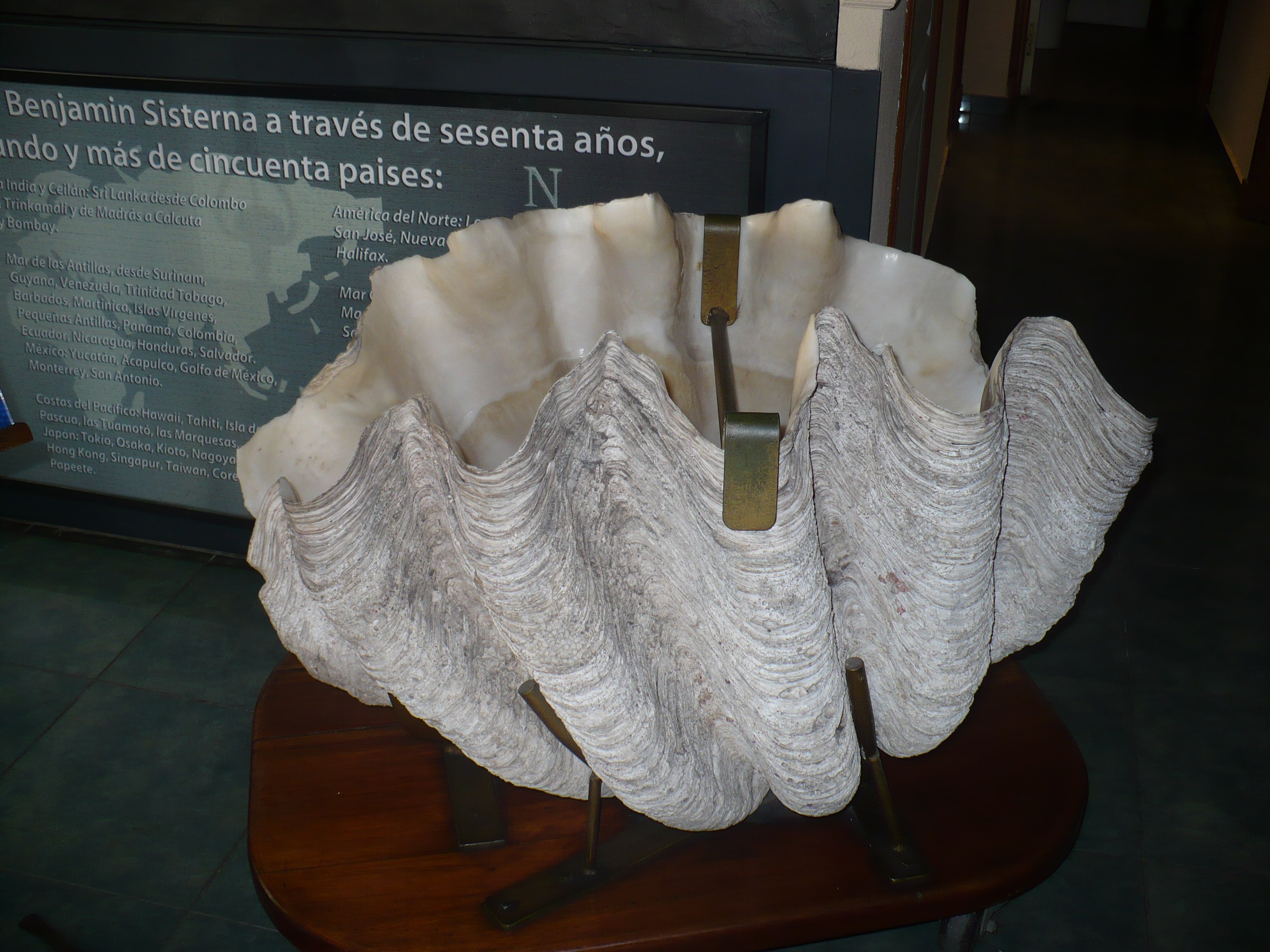
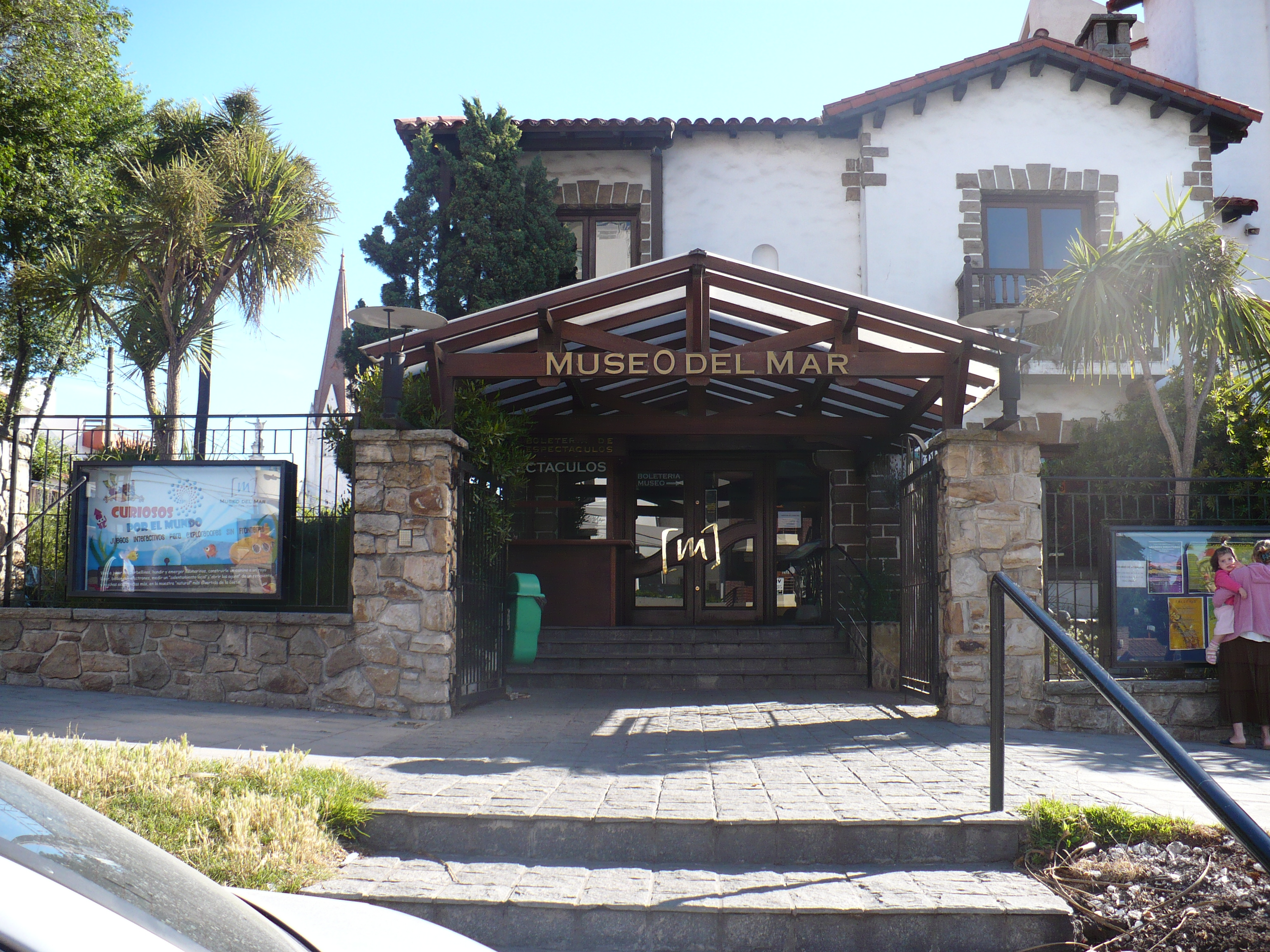
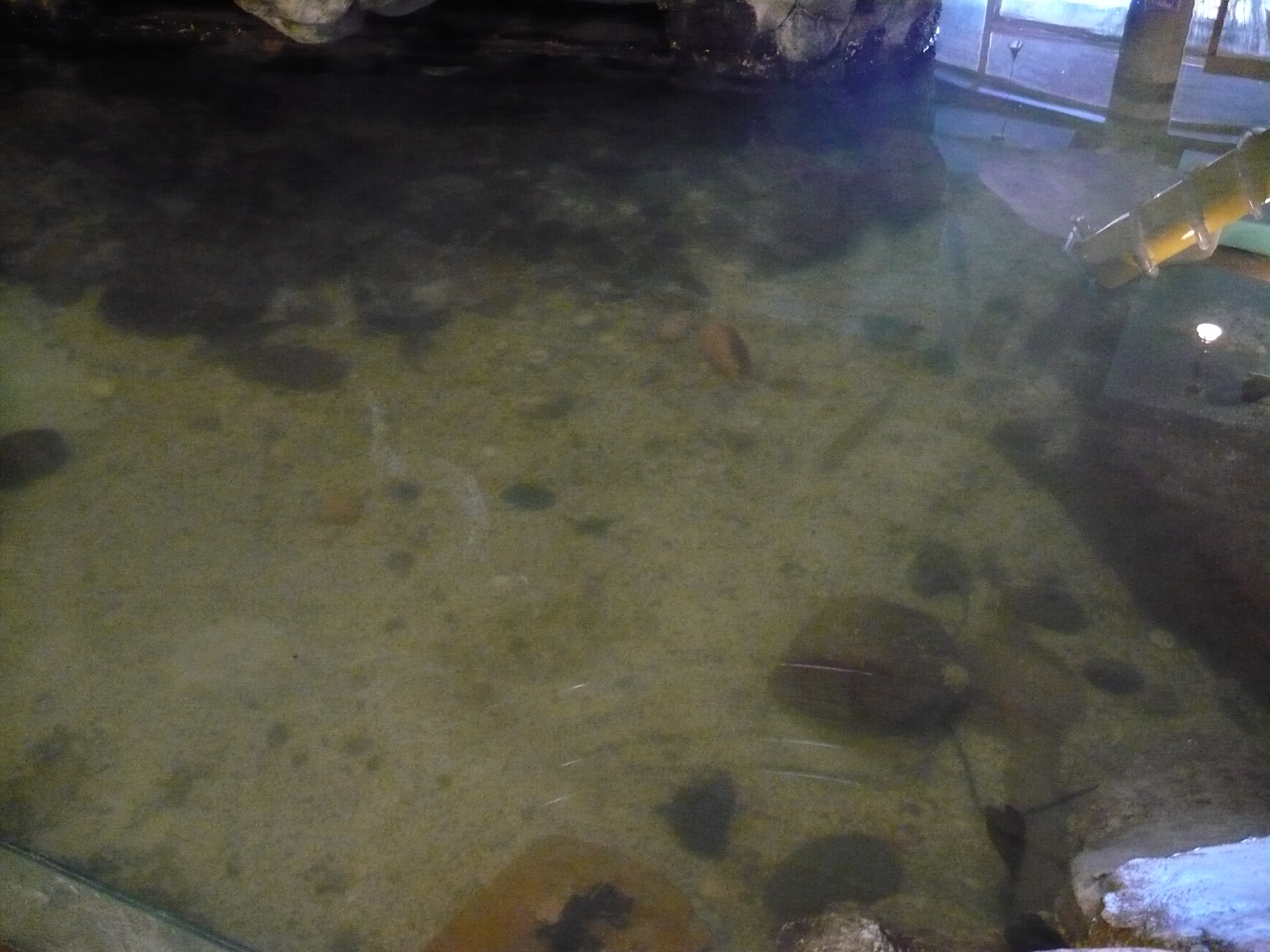
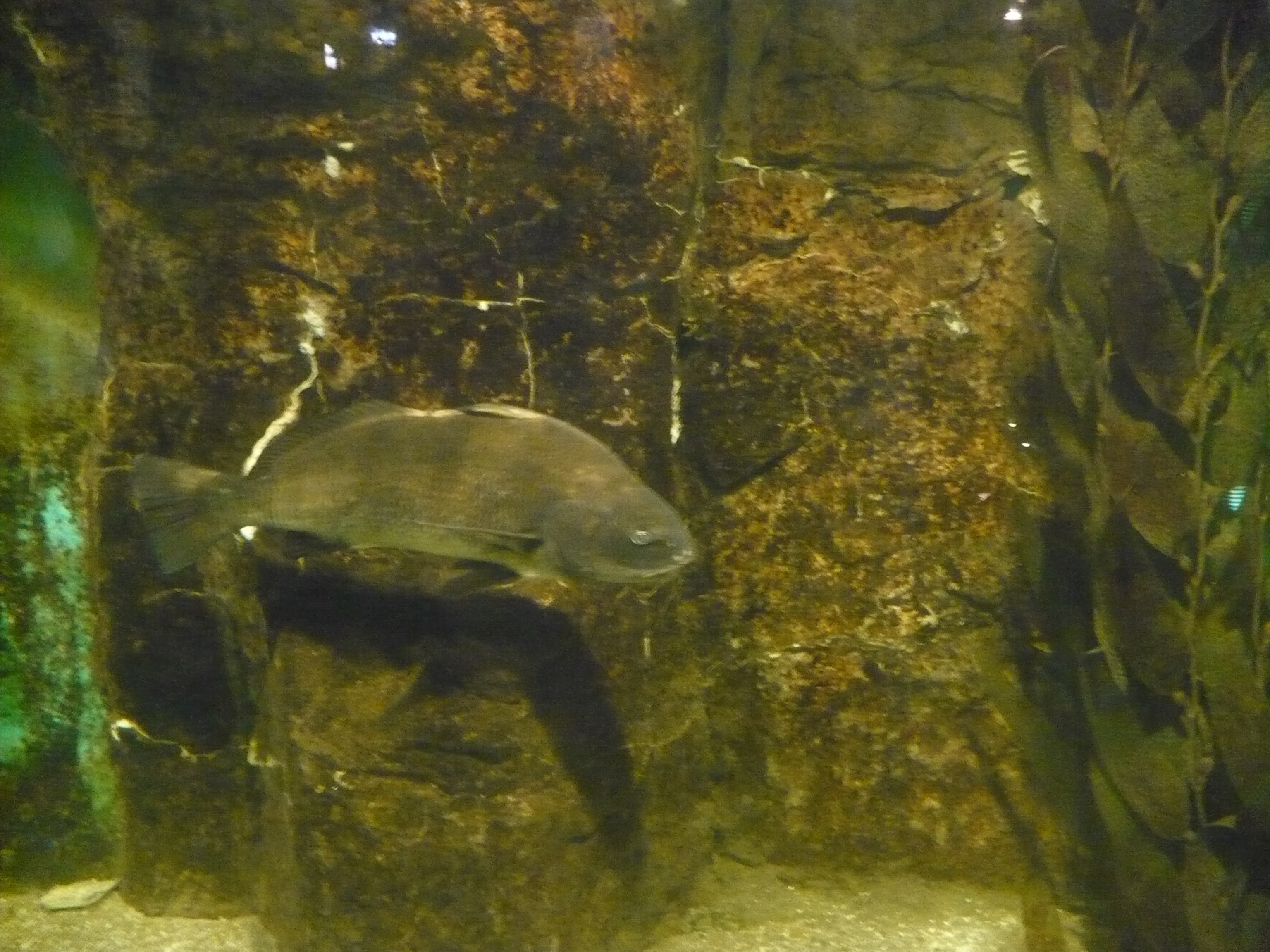
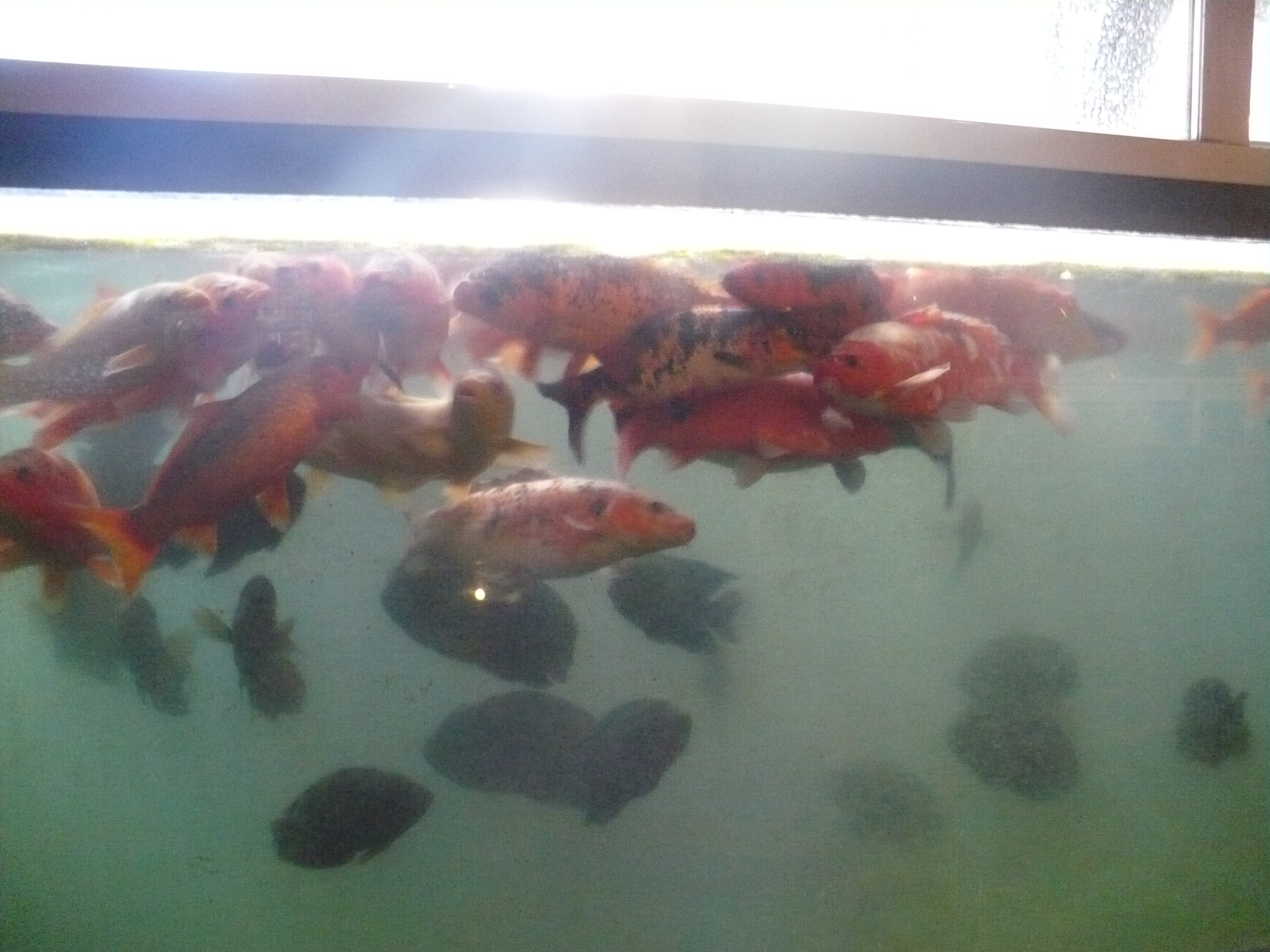
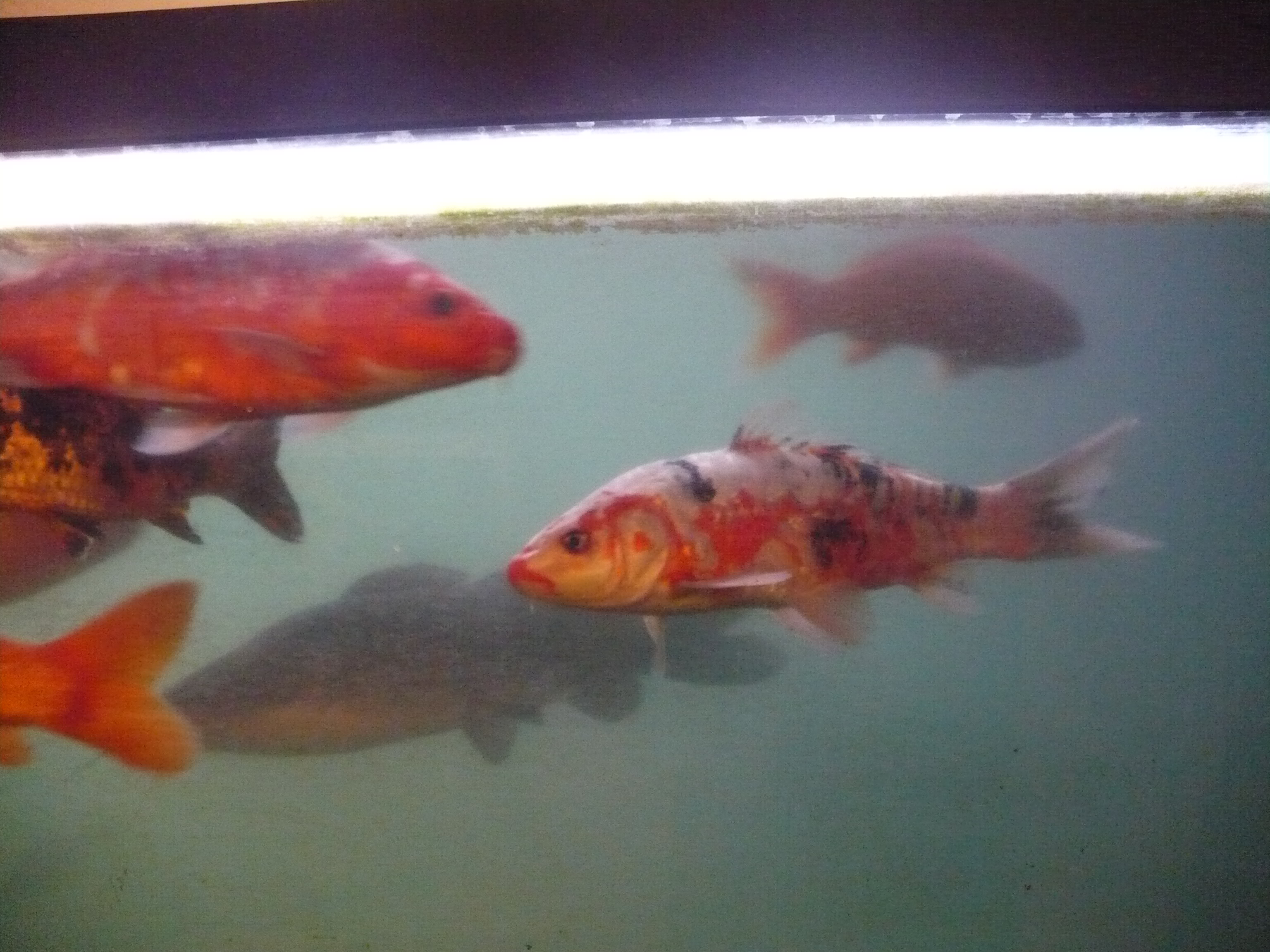

### El nivel de las rocas
Una recreación de una caverna sumergida en el agua con un hábitat de pequeños organismos marinos conectados con los acuarios del primer nivel.

### Nivel del cielo
En este sector, desde un mirador interno se contemplaban todas las plantas del establecimiento, transmitiendo al visitante la voluntad integradora del Museo en lo que respecta a sus diferentes funciones. En la parte exterior se encontraba la terraza y su “Plaza del Mar”, en la que los chicos podían disfrutar de variados juegos infantiles. Desde allí se podía acceder por escalera a un nivel superior, el  “mirador del faro”, para tener una vista panorámica de la ciudad de Mar del Plata hasta el horizonte marítimo al Noreste, y hasta las sierras y canteras en dirección Sudoeste. En este mirador se encontraba la estación meteorológica, con diversos instrumentos de medición atmosférica y amenas infografías sobre los diversos tipos de nubes y de vientos.